# Mühlstedt
Mühlstedt ist eine Ortschaft und ein Ortsteil der kreisfreien Stadt Dessau-Roßlau in Sachsen-Anhalt.

## Geografie
Der Ort liegt vier Kilometer nördlich von Roßlau (Elbe) und zehn Kilometer nördlich von Dessau. Die Nachbarorte sind Ziegelei im Norden, Buchholzmühle im Nordosten, Luko im Osten, Forsthaus Götzing im Südosten, Meinsdorf im Süden, Tornau im Südwesten, Streetz im Westen sowie Natho im Nordwesten.

## Geschichte
Mit Wirkung zum 1. Januar 2003 verlor die Gemeinde Mühlstedt die Selbstständigkeit und wurde in die Stadt Roßlau (Elbe) eingemeindet.

## Persönlichkeiten
- Carl Wilhelm Gottfried Paeßler (1809–1884), Ornithologe, Oologe, Lehrer und Theologe, in Mühlstedt begraben
- Ernst Friedrich Karl Müller (1863–1935), evangelisch-reformierter Pfarrer und Theologe, in Mühlstedt geboren